# 2016年亞洲冬季棒球聯盟
2016年亞洲冬季棒球聯盟（英語：Asia Winter Baseball League 2016），是由中華職棒大聯盟所主辦的第四屆亞洲冬季棒球聯盟賽事，共有四個不同的國家參賽，並分成六隊，本屆參賽隊伍數也刷新2015年亞洲冬季棒球聯盟的五隊，參賽隊伍分別是中職聯隊、中華培訓隊、韓職聯隊和歐洲聯隊，而日職聯隊分為東軍和西軍兩隊參加賽事，最終由日職西軍拿下本屆賽事的總冠軍。

## 賽制
- 自2016年11月25日起每週七日皆有比賽，全季共56場賽事，包含一場排名賽、兩場四強賽（四強Ａ、四強Ｂ），季軍戰、冠軍戰各一場。
- 所有日間例行賽事開賽時間均為12:00、夜間例行賽事開賽時間均為18:00，例行賽（11/25-12/15）採9局制，平手不延長，倘若因天氣因素取消比賽不進行另外補賽。
- 第五、第六名排名賽，由例行賽戰績第五名對上例行賽戰績第六名；第一至第四名排名賽，由例行賽戰績第二名對上例行賽戰績第三名、例行賽戰績第一名對上例行賽戰績第四名，敗者兩隊爭奪季軍、勝者兩隊爭奪冠軍。
- 例行賽依勝率決定名次，勝率相同時依對戰勝敗（多勝者贏）、對戰失分率（率低者贏）、預賽失分率（率低者贏）及預賽得分（多者贏）等次序比較決定名次。季後賽以例行賽排名較高者為後攻球隊。
- 排名賽、四強賽、及季軍賽若和局或因不可抗力因素而無法進行，則例行賽排名在前者獲勝，冠軍賽若正規九局無法分出勝負，則進入延長賽，無和局；若因不可抗力因素而無法進行，則例行賽排名在前者獲勝。

## 各隊登錄球員

### 中職聯隊
總教練：丘昌榮（兄弟）
教練團：林宗男（富邦）、劉家豪（桃猿）、石志偉（兄弟）、陳弘桂（兄弟）、沈鈺傑（富邦）、莊景賀（統一）
投　手：潘韋辰（兄弟）、彭世杰（富邦）、蘇俊羽（桃猿）、歐耀宗（兄弟）、劉昱言（桃猿）、林威志（統一）、
　　　　范玉禹（富邦）、張明翔（桃猿）、張凱倫（兄弟）、洪心騏（統一）、羅錦龍（統一）、潘庭豐（富邦）、
　　　　鄭佳銘（桃猿）、周　磊（兄弟）
捕　手：郭峻偉（統一）、林明杰（兄弟）、林志洋（富邦）
內野手：高國麟（富邦）、吳東融（兄弟）、王威晨（兄弟）、楊岱均（桃猿）、楊家維（統一）、董子浩（桃猿）、
　　　　蔡奕玄（統一）、陽冠威（富邦）、馮健庭（桃猿）
外野手：江亮緯（統一）、劉家愷（富邦）、詹子賢（兄弟）、莊駿凱（統一）、張瑞麟（富邦）、林知譽（桃猿）

### 日職東軍
總教練：井上真二（巨人）
教練團：木村龍治（巨人）、松元ユウイチ（養樂多）、藤田和男（橫濱）、河野亮（樂天）、円谷英俊（巨人）、関場大輔（樂天）
投　手：熊原健人（橫濱）、原樹理（養樂多）、桜井俊貴（巨人）、福地元春（橫濱）、宮国椋丞（巨人）、成田翔（羅德）、
　　　　岩橋慶侍（養樂多）、與那原大剛（巨人）、原嵩（羅德）、古川侑利（樂天）、篠原慎平（巨人）
捕　手：嶺井博希（橫濱）、宇佐見真吾（巨人）、網谷圭将（橫濱）
內野手：平沢大河（羅德）、内田靖人（樂天）、広岡大志（養樂多）、渡辺大樹（養樂多）、山本泰寛（巨人）、増田大輝（巨人）
外野手：オコエ瑠偉（樂天）、山崎晃大朗（養樂多）、重信慎之介（巨人）、青柳昴樹（橫濱）、八百板卓丸（樂天）

### 日職西軍
總教練：井出竜也（軟銀）
教練團：高橋建（阪神）、平井正史（歐力士）、金村曉（阪神）、佐竹学（歐力士）、嶋村一輝（中日）、的山哲也（軟銀）、
　　　　英智（中日）、川村隆史（軟銀）
投　手：小野郁（樂天）、横山雄哉（阪神）、鈴木翔太（中日）、野村亮介（中日）、青山大紀（歐力士）、石崎剛（阪神）、
　　　　島袋洋奨（軟銀）、斎藤綱記（歐力士）、青柳晃洋（阪神）、斎藤誠哉（軟銀）、児玉龍也（軟銀）
捕　手：坂本誠志郎（阪神）、栗原陵矢（軟銀）、加藤匠馬（中日）
內野手：宗佑磨（歐力士）、大城滉二（歐力士）、石岡諒太（中日）、溝脇隼人（中日）、古沢勝吾（軟銀）、曽根海成（軟銀）
外野手：横田慎太郎（阪神）、吉田正尚（歐力士）、近藤弘基（中日）、幸山一大（軟銀）

### 韓職聯隊
總教練：柳承安（警察）
教練團：金壽佶（警察）、金東建（警察）、金敬遠（警察）、玄哲旼（警察）、趙重槿（警察）、李翰珍（警察）
投　手：朴正洙（警察）、李仁馥（警察）、沈揆範（警察）、洪廷玗（警察）、李宗錫（警察）、金東峻（警察）、
　　　　李允學（警察）、鄭在源（韓華）、金起賢（警察）、李相旼（警察）、張珉翼（斗山）、李渶宰（LG）、
　　　　卞珍洙（警察）、尹受鎬（恐龍）
捕　手：張勝賢（警察）、金宰成（警察）、金萬壽（巫師）
內野手：梁元赫（警察）、崔元準（起亞）、李聖圭（三星）、李枝澯（警察）、劉永俊（警察）、尹大瑛（警察）
外野手：朴燦都（警察）、林財現（警察）、朴俊太（警察）、宋祐賢（英雄）、趙庸浩（飛龍）

### 歐洲聯隊
總教練：Desi Relaford（美國）
教練團：Andrea D'Auria（義大利）、Danny Gorrin（義大利）、Seth La Fera（義大利）、Manuel T. Olivera（西班牙）
投　手：Alessandro Ciarla（義大利）、Nicolo Clemente（義大利）、Ludovico Coveri（義大利）、Diego Fabiani（義大利）、
　　　　Taylor Clemensia（荷蘭）、Misja Harcksen（荷蘭）、Ross Ismail（荷蘭）、Matz Schutte（荷蘭）、Owen Ozanich（法國）、
　　　　Andres E. Perez（西班牙）、Daniel Alvarez（西班牙）、Andrew Woeck（德國）、Mark Habeck（法國）、Artur Strzalka（波蘭）、
　　　　Eduard Pîrvu（羅馬尼亞）
捕　手：Paul Brands（荷蘭）、Martin Muzik（捷克）、Kyle Pollock（德國）、Vincent Ahrens（德國）
內野手：Kevin Weijgertse（荷蘭）、Dudley Leonora（荷蘭）、Eugene Helder（荷蘭）、Mattia Mercuri（義大利）、Jesus Ustariz（西班牙）、
　　　　Leo Rodriguez（西班牙）
外野手：Federico Giordani（義大利）、Federico Celli（義大利）、Urving Kemp（荷蘭）

### 中華培訓隊
總教練：郭李建夫（開南）
教練團：康明杉（嘉藥）、林宗毅（台體）、邱敏舜（國訓）、余浩奕（開南）、李軾揚（文化）
投　手：呂彥青（台體）、鄭浩均（國體）、廖乙忠（開南）、吳丞哲（輔大）、黃子鵬（崇越）、林安可（文化）、
　　　：曾　琦（國體）、張竣凱（國體）、賴智垣（台體）、森榮鴻（崇越）、黃恩賜（台體）、林瑋滐（文化）、
　　　：鄭鈞仁（輔大）、王尉永（文化）、張朝盛（國體）、王翔鷹（台電）、許凱翔（開南）、黃竣彥（國訓）、
　　　：許吉仁（崇越）、吳冠宇（台體）、鍾博臣（嘉大）。
捕　手：吳柏毅（台電）、吳明鴻（文化）、吳松勳（合庫）、陳麒源（開南）、牛塏曄（輔大）、高宇杰（國體）。
內野手：李杜軒（暫無）、張皓緯（文化）、岳東華（開南）、顏聖賢（開南）、范國宸（台體）、陳毅宏（合庫）、
　　　：施冠宇（文化）、陳重廷（文化）、王正棠（台體）、王詩聰（國體）、林　立（國體）。
外野手：陳重羽（國體）、簡廷安（國訓）、陳韋奇（開南）、林勝傑（義守）、高淮安（開南）、森育彬（文化）

## 例行賽成績
| 排名 | 球隊     | 賽 | 勝 | 和 | 敗 | 得分 | 失分 |
| 1    | 日職西軍 | 17 | 15 | 2  | 0  | 151  | 67   |
| 2    | 日職東軍 | 17 | 9  | 5  | 3  | 91   | 67   |
| 3    | 韓職聯隊 | 17 | 9  | 6  | 2  | 101  | 92   |
| 4    | 中華培訓 | 17 | 5  | 8  | 4  | 83   | 115  |
| 5    | 歐洲聯隊 | 17 | 4  | 12 | 1  | 87   | 156  |
| 6    | 中職聯隊 | 17 | 3  | 12 | 2  | 91   | 121  |

- 11/27六隊比賽因雨取消。

## 季後賽成績

### 第五、六名排名賽
| 中職聯隊 | 2 | 1 | 1 | 0 | 5 | 0 | 0 | 4 | 0 | 13 | 12 | 2 |
| 歐洲聯隊 | 0 | 0 | 0 | 0 | 0 | 0 | 0 | 0 | 0 | 0  | 7  | 4 |
| 勝投： 洪心騏 敗投： Owen Ozanich 全壘打： 中職聯隊：無 歐洲聯隊：無 觀眾人數： 397人 比賽時間：3小時23分鐘 比賽總記錄 |   |   |   |   |   |   |   |   |   |    |    |   |

### 四強賽
| 日職東軍 | 0 | 0 | 0 | 0 | 3 | 0 | 0 | 1 | 0 | 4 | 7 | 2 |
| 韓職聯隊 | 0 | 0 | 1 | 0 | 0 | 0 | 0 | 0 | 0 | 1 | 6 | 0 |
| 勝投： 古川侑利 敗投： 金東峻 救援成功： 岩橋慶侍 全壘打： 日職東軍：無 韓職聯隊：無 觀眾人數： 726人 比賽時間：3小時04分鐘 比賽總記錄 |   |   |   |   |   |   |   |   |   |   |   |   |

| 中華培訓 | 0 | 7 | 2 | 0 | 0 | 0 | 1 | 0 | 0 | 10 | 17 | 3 |
| 日職西軍 | 3 | 0 | 3 | 0 | 1 | 0 | 1 | 5 | X | 13 | 7  | 4 |
| 勝投： 青柳晃洋 敗投： 呂彥青 救援成功： 石崎剛 全壘打： 中華培訓：王正棠 日職西軍：近藤弘基、吉田正尚、幸山一大 觀眾人數： 906人 比賽時間：3小時46分鐘 比賽總記錄 |   |   |   |   |   |   |   |   |   |    |    |   |

### 季軍賽
| 中華培訓 | 2 | 0 | 1 | 3 | 0 | 0 | 0 | 1 | 0 | 7 | 12 | 0 |
| 韓職聯隊 | 0 | 5 | 0 | 0 | 0 | 4 | 0 | 1 | 0 | 6 | 7  | 3 |
| 勝投： 王尉永 敗投： 李仁馥 救援成功： 吳俊杰 全壘打： 中華培訓：無 韓職聯隊：李枝澯、李聖圭 觀眾人數： 730人 比賽時間：3小時24分鐘 比賽總記錄 |   |   |   |   |   |   |   |   |   |   |    |   |

### 冠軍賽
| 日職東軍 | 0 | 0 | 0 | 0 | 0 | 0 | 0 | 1 | 0 | 1 | 8  | 1 |
| 日職西軍 | 0 | 0 | 4 | 1 | 1 | 0 | 0 | 0 | X | 6 | 11 | 3 |
| 勝投： 鈴木翔太 敗投： 宮國椋丞 全壘打： 日職東軍：無 日職西軍：石岡諒太 觀眾人數： 657人 比賽時間：3小時14分鐘 比賽總記錄 |   |   |   |   |   |   |   |   |   |   |    |   |

## 最終排名
| 排名 | 隊伍     |
| ---- | -------- |
|      | 日職西軍 |
|      | 日職東軍 |
|      | 中華培訓 |
| 4    | 韓職聯隊 |
| 5    | 中職聯隊 |
| 6    | 歐洲聯隊 |

## 外部連結
- 2016年亞洲冬季棒球聯盟在台灣棒球維基館上的頁面（繁體中文）
- 亞洲冬季棒球聯盟官方網站（页面存档备份，存于）